# 일렉트로 (마블 코믹스)

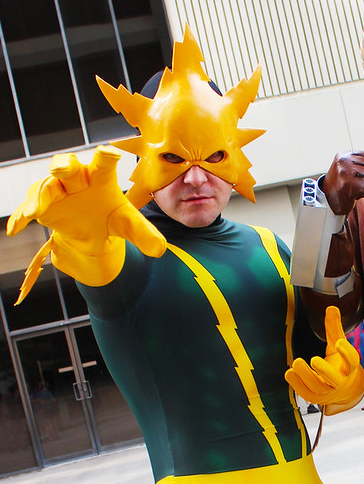

일렉트로(Electro, 본명: 맥스웰 "맥스" 딜런(Maxwell "Max" Dillon))는 마블 코믹스의 등장인물이다. 스파이더맨의 슈퍼빌런 중 하나이다. 수족관을 정리하다 전기뱀장어 수조에 들어가서 감전되어 일렉트로가 되었다. 스파이더맨의 거미줄을 끊었다.